# 欧州警察連盟
欧州警察連盟（おうしゅうけいさつれんめい、英語：European Confederation of Police、略称：EuroCOP）は、ヨーロッパ諸国27ヶ国の35の警察労働組合で構成される地域統括団体で、50万人以上の警察官を会員に擁している。1953年に創設された警察連合国際組合（Union Internationale des Syndicats de Police 、UISP）を基に、2002年10月31日にデンマークのロスキレで開催した会議を通じて設立され、これにより更に新規団体、特にイギリスの専門団体が加盟を促進できるように解組されている。本部はルクセンブルクに所在する。
欧州警察連盟はヨーロッパにおける事項についての加盟団体代表であり、そして欧州連合に関連する団体である。例として組合には欧州評議会でのオブザーバーの資格を有している。
注意するべき点として連盟の略称に近似している「Euro-Cops」はヨーロッパ全体に及ぶ管轄権を持つ欧州刑事警察機構（Europol）の概念（ユーロポール捜査官）とは混同できない。

## 目標
- 民主的統制下で警察力の効率を増進させること。
- 警察官資格の標準の作成。
- 警察官の文民状態の維持。
- 警察任務の民営化防止。

欧州警察連盟の現在の重要問題の一例としては、2006年4月のプレスリリースで2004年スペイン議会総選挙においてスペイン社会労働党が掲げた選挙公約でグアルディア・シビルの脱軍事化があり、これについてスペイン政府を後押しすることがある。

## 加盟団体
- 警察官連盟（Landssamband Lögreglumanna、LL、 アイスランド)
- 監察官・警察巡査長協会（Association of Garda Sergeants and Inspectors、AGSI、 アイルランド)
- 警察代表協会（Garda Representative Association、GRA、 アイルランド)
- イギリス交通警察連合（[British Transport Police Federation]、 イギリス)
- スコットランド警察連合（en:Scottish Police Federation、 イギリス)
- 北アイルランド警察連合（en:Police Federation for Northern Ireland、PFNI、 イギリス)
- 民間原子力警察連合（Civil Nuclear Police Federation、CNPF、 イギリス）
- イタリア警察労働者単位連合（Sindacato italiano unitario lavoratori polizia SIULP、 イタリア)
- 自治体警察労働組合総連合（Confederazione Sindacale Autonoma di Polizia、CONSAP、 イタリア、オブザーバー)
- 社会民主労働組合派 / 内務・警察連合(Fraktion Gewerkschafter / Innen、FSG、 オーストリア、オブザーバー)
- 高中級警察官協会（Vereniging van Middelbare en Hogere Politieambtenaren、VMHP、 オランダ)
- ギリシャ警察連合（Panhellenic Federation of Police、PFP、 ギリシャ)
- コソボ警察連合（Kosovo Police Service Syndicate、 コソボ）
- スイス警察官協会（Verband Schweizerischer Polizeibeamter、VSPB、FSFP、 スイス)
- 警察協会 (スウェーデン)（sv:Polisförbundet 、 スウェーデン)
- スロバキア共和国警察労働組合（Odborový zväz polície v Slovenskej republike、OZP、 スロバキア)
- スロベニア警察労働組合（Policijski Sindikat Slovenije、PSS、 スロベニア)
- バスク労働者連帯 / エルツァインツァ（ELA / ERTZAINTZA、 スペイン)
- 警察連合連盟（Federación de Sindicatos de Policía、FESPOL、 スペイン)
- カタルーニャ警察連合（Sindicat Policies de Catalunya、SPC、  スペイン)
- 警察組合連合（es:Unión Federal de Policía、UFP、 スペイン）
- チェコ共和国警察独立労働連合（Nezávislý odborový svaz Policie České republiky、NOS PCR、 チェコ)
- デンマーク警察連合（da:Politiforbundet i Danmark 、 デンマーク)
- 警察労働組合 (ドイツ)（de:Gewerkschaft der Polizei、GdP、 ドイツ)
- 警察連盟（no:Politiets Fellesforbund、FP、 ノルウェー)
- フィンランド警察連盟（fi:Suomen Poliisijarjestöjen Liito、SPJL、 フィンランド)
- 国家警察連合（Natzionalen Poltzeyski Syndicat、NPS、 ブルガリア、オブザーバー)
- 公務・公共職独立連合 / 警察（SLFP-Police/VSOA-Politie、 ベルギー)
- 警察・治安要員国民連合（Nationaal Syndicaat voor Politie en Veiligheidspersoneel SNPS/NSPV、 ベルギー)
- 警察独立自主管理労働組合（pl:Niezalezny Samorzadny Zwiazek Zawodowy Policjantów、NSZZP、 ポーランド、オブザーバー)
- 職業警備隊員協会（Associação dos Profissionais da Guarda、APG、 ポルトガル)
- 国家警察連合（pt:Sindicato Nacional da Polícia、SINAPOL、 ポルトガル)
- モナコ公国警察官自治連合協会（Association Syndicale Autonome des Personnels de la Police d'Etat de Monaco、SAPPEM、 モナコ)
- ラトビア警察労働組合連合（Latvijas Apvienotā Policistu arodbiedrība、LAPA、 ラトビア、準オブザーバー)
- リトアニア内務総務制共和国職業組合（Lietuvos Vidaus reikalų sistemos respublikinė profesinė sąjunga、LVRSRPS、 リトアニア)
- ルーマニア警察・職員国民連合（Sindicatul Naţional al Poliţiştilor şi Personalului Contractual România、 ルーマニア)
- ルクセンブルク大公国警察国民連合（Syndicat National de la Police Grand-Ducale Luxembourg、SNPGL、 ルクセンブルク)